# Seututie 363
Pour les articles homonymes, voir Route 363.
La route régionale 363 (finnois : Seututie 363) est une route régionale allant de Vierumäki jusqu'au village de Jaala à Kouvola en Finlande,,.

## Présentation
La seututie 363 est une route régionale de Päijät-Häme et de la Vallée de la Kymi.
La seututie 363 s'étend sur environ 35 km de Vierumäki jusqu'à son croisement avec la route principale 46 dans le village de Jaala à Kouvola.